# تماس عصبی-ماهیچه‌ای
تماس عصبی ماهیچه‌ای (به انگلیسی: Neuromuscular junction) ناحیه‌ای است که هر صفحه انتهایی منشعب از نورون حرکتی تحتانی با قسمتی از غشاء یک فیبر عضله اسکلتی ارتباط سیناپسی ایجاد می‌کند. نورون‌های حرکتی آلفا که در ایجاد واحدهای حرکتی شرکت می‌کنند، دستور نهایی را از دستگاه عصبی مرکزی جهت ایجاد انقباض عضلانی صادر می‌کنند. نورون‌های حرکتی تحتانی در انتهای مسیر خود که به عضلات اسکلتی ختم می‌شوند، منشعب شده و با ایجاد صفحات انتهایی در مجاورت فیبرهای عضلانی، پیام‌های عصبی را به عضلات بدن جهت عمل حرکتی منتقل می‌کنند.

## صفحه انتهایی، ناودان و شکاف سیناپسی
هر نورون حرکتی در انتهای مسیرش به عضلات اسکلتی، بخشی به نام صفحه انتهایی(End plate) ایجاد می‌کند. عموماً صفحات انتهایی تقریباً در ناحیه وسط غشاء فیبرهای عضلانی قرار می‌گیرند.
هر پایانه آکسونی در یک فرورفتگی از غشاء فیبر عضلانی قرار می‌گیرد. به فرورفتگی غشاء فیبر ماهیچه‌ای، ناودان سیناپسی (Synaptic gutter) می‌گویند. پایانه آکسونی در خارج غشاء فیبر عضلانی، فاصله اندکی نسبت به غشای فیبر دارد. به فضای بین پایانه آکسونی و غشای فیبر عضلانی، شکاف سیناپسی می‌گویند. چین خوردگی‌های زیادی در عمق ناودان سیناپسی فیبر ماهیچه‌ای ایجاد می‌شود که هر کدام شکاف زیرعصبی نامیده می‌شود.

## دکمه انتهایی
هر پایانه آکسونی (Axon terminal) در قسمت نزدیک به پایان مسیرش، غلاف میلین خود را از دست می‌دهد و برجسته (Swelling) می‌گردد که به آن دکمه انتهایی (Terminal bouton) می‌گویند. دکمه انتهایی دارای کیسه‌های سیناپسی حاوی استیل کولین است که غشاء آن، غشاء پیش سیناپسی در ناحیه تماس عصبی-ماهیچه‌ای است. هر پایانه آکسونی ممکن است چند دکمه انتهایی را در مجاورت غشاء فیبر عضلانی ایجاد نماید.

## کیسه‌های سیناپسی
کیسه‌های سیناپسی که حاوی میانجی تحریکی استیل کولین(Ach)هستند در ناحیه پایانه‌های آکسونی برای تحریک فیبر عضلانی قرار دارند. این کیسه‌ها در حضور یون‌های کلسیم(Ca)پاره شده و در نتیجه استیل کولین در شکاف سیناپسی آزاد می‌شود. این مسئله باعث می‌شود که کانال‌های استیل کولین باز شده و بدین ترتیب نفوذپذیری غشای فیبر عضلانی نسبت به یون‌های مثبت (مانند سدیم پتاسم و کلسیم) افزایش می‌یابد که در نهایت باعث ایجاد پتانسیل عمل در فیبر عضلانی می‌گردد.

## انقباض عضلانی
شروع و انجام انقباض عضلانی به صورت مراحل پشت سر هم زیر است.
- یک پتانسیل عمل در طول یک عصب حرکتی به انتهاهای آن بر روی فیبرهای عضله سیر می‌کند.
- عصب در انتهای خود مقدار اندکی از ماده میانجی عصبی استیل کولین ترشح می‌کند.
- استیل کولین بر روی یک ناحیه موضعی از غشای فیبر عضلانی عمل کرده و کانال‌های متعدد دریچه‌دار حساس استیل کولین در مولکولهای پروتئینی موجود در غشای فیبر عضلانی را باز می‌کند.
- بازشدن کانال‌های استیل کولینی به مقادیر زیاد یون سدیم اجازه می‌دهد که در محل ترمینال عصبی به داخل غشای فیبر عضلانی جریان یابد. این امر موجب بروز یک پتانسیل عمل در فیبر عضلانی می‌شود.
- پتانسیل عمل در طول غشای فیبر عضلانی سیر می‌کند درست به صورتی که پتانسیل عمل در طول غشاهای عصبی سیر می‌کند.
- پتانسیل عمل فیبر عضلانی را دپولاریزه کرده و نیز به‌طور عمقی در داخل فیبر عضلانی سیر کرده و در آنجا موجب می‌شود که رتیکولوم سارکوپلاسمیک مقادیر زیادی یونهای کلسیم را که در داخل رتیکولوم انبار شده بود به داخل میوفیبریلها آزاد کند.
- یونهای کلسیم با واکنش با سر میوزین و تغییر شکل آن با توجه به رابطه بین فیلامانهای اکتین و میوزین موجب لغزیدن آنهابر روی هم می‌شود که همان روند انقباض است.
- بعد از جزئی ثانیه، یونهای کلسیم مجدداً به داخل رتیکولوم سارکوپلاسمیک تلمبه زده می‌شود و در آنجا به حالت انبار شده باقی می‌مانند تا یک پتانسیل عمل جدید از راه برسد. این حذف یونهای کلسیم از میوفیبریلها موجب قطع انقباض عضلانی می‌شود.

## بیماری‌های تماس عصبی ماهیچه‌ای

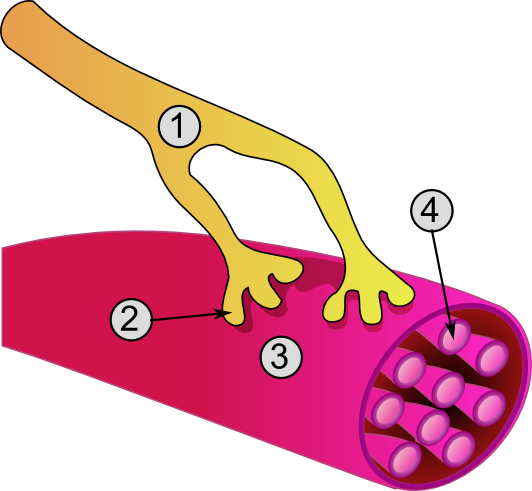
اتصال عصبی عضلانی

بعضی از بیماری‌های عصبی ماهیچه‌ای (نوروماسکولار) به علت اختلال در ناحیه تماس عصبی ماهیچه‌ای ایجاد می‌شوند. کاهش میزان استیل کولین به علت اشکال در آزاد کردن آن، اختلال در ساختمان طبیعی چین‌های پس سیناپسی (از نظر عمق و تعداد) و خرابی گیرنده‌های استیل کولین از جمله عوامل ایجاد بیماری‌های مربوط به ناحیه تماس عصبی عضلانی محسوب می‌شوند. بیماری‌های میاستنی به دلیل اختلال در ناحیه تماس عصبی عضلانی ایجاد می‌شوند. ضعف عضلانی و خستگی زودرس در عضلات اسکلتی از علایم مهم این بیماری‌ها بوده که گاهی یک قسمت از بدن یا می‌تواند چندین ناحیه از عضلات فرد را درگیر نماید. میاستنی گراویس از جمله بیماری‌های تماس عصبی عضلانی است.